# Codonanthe stenantha
Codonanthe stenantha är en tvåhjärtbladig växtart som beskrevs av Frederico Carlos Hoehne. Codonanthe stenantha ingår i släktet Codonanthe och familjen Gesneriaceae. Inga underarter finns listade i Catalogue of Life.